# Linux
Linux nebo GNU/Linux (viz spor o používání názvu GNU/Linux) je svobodný a otevřený počítačový operační systém, který je založený na linuxovém jádru. Linuxové systémy jsou šířeny v podobě distribucí, které je možné nainstalovat nebo používat bez instalace (tzv. live CD). Používané licence umožňují systém zdarma a velmi volně používat, distribuovat (kopírovat, sdílet) i upravovat. Tím se odlišuje od proprietárních systémů (např. Windows, macOS), za které je nutné platit a dodržovat omezující licence.

## Charakteristika
Operační systém Linux používá Linux kernel, který vychází z myšlenek Unixu a respektuje příslušné standardy POSIX a Single UNIX Specification. Název je odvozen z křestního jména jeho tvůrce Linuse Torvaldse a koncovka x odkazuje právě na Unix (podobně jako XENIX, Ultrix, IRIX, AIX a další UN*Xy).
Jádro Linuxu umožňuje spouštět více programů (úloh) najednou. Každý program se může skládat z jednoho nebo více procesů, tedy se jedná o víceúlohový systém. Každý proces potom může mít jeden nebo více podprocesů. Operační systémy, které umožňují běh více procesů, nebo dokonce podprocesů současně, jsou schopny využít i vícejádrové a víceprocesorové počítače a výrazně zefektivnit práci uživatele. Jádro Linuxu je víceuživatelské, takže umožňuje spouštět programy různých uživatelů, například jeden uživatel může obsluhovat počítač přímo, zatímco další mohou obsluhovat stejný počítač například přes síť nebo dokonce Internet. Příslušné uživatelské účty jsou před neoprávněným přístupem chráněny autentizací, například jménem a heslem. Uživatelé mají přidělena různá práva, od naprosté kontroly nad systémem, kterou má obvykle správce (root), až do různé míry omezené účty uživatelů.
V současné době je označením Linux míněno nejen jádro operačního systému, ale zahrnuje do něj též veškeré programové vybavení (software), které uživatelé používají (tj. aplikace, utility, grafické uživatelské rozhraní apod.) i přesto, že je vyvíjeno nezávisle na samotném jádře Linuxu. Linux je šířen v podobě linuxových distribucí, které obsahují jak zmíněné jádro, tak zmíněný doplňující software v takové formě, která usnadňuje jeho instalaci a používání (instalace někdy není nutná, viz Live CD).
Linux je open source software, což znamená, že jsou k dispozici jeho zdrojové kódy, které lze za dodržení jistých podmínek upravovat a vše dále šířit. Pro ochranu před zneužitím zdrojových kódů používá open source software různé licence. Samotné jádro Linuxu je chráněno a šířeno pod licencí GPLv2 (s důležitou výjimkou). Software, který je spolu s Linuxem šířen, je chráněn nejrůznějšími licencemi (GPL, LGPL, MPL, Licence MIT, BSD licence atd.). Většina distribucí vybírá software podle jejich licencí tak, aby vyhovoval buď volnějšímu výkladu open source nebo naopak přísnějšímu výkladu svobodného software (anglicky free software), což nemá na koncového uživatele přímý vliv, ovlivňuje to však zejména pohled na další vývoj jednotlivých součástí Linuxu.

## Historie

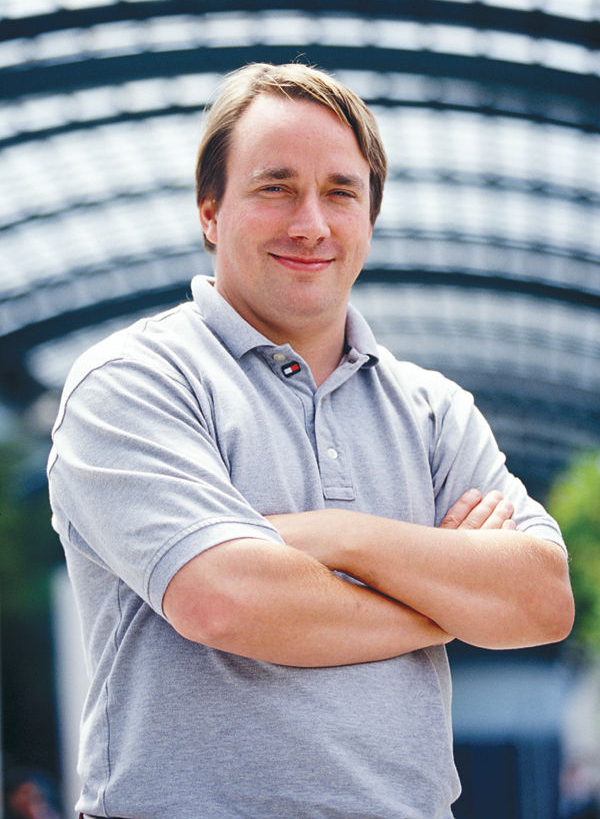
Linus Torvalds, tvůrce linuxového jádra

Vývoj unixových systémů

Linus Torvalds začal vyvíjet jádro Linuxu v roce 1991 jako svůj koníček. Mezi důvody pro vznik právě unixového systému patřil fakt, že Unix je systém, který upřednostňuje jednoduchost a je přednášen na univerzitách[zdroj?] (Torvalds studoval na finské univerzitě v Helsinkách obor Informatika). Torvalds byl dále inspirován MINIXem od Andrewa Tanenbauma, který napsal svoji verzi unixového systému jako doprovodný projekt ke své výuce a knihám o operačních systémech. Na rozdíl od něj však Torvalds nevyužil svůj projekt komerčně, protože preferoval otevřený vývoj (viz open source software).
První verze linuxového jádra (0.01) byla na Internetu zveřejněna 17. září 1991. K Linusově překvapení byl o jeho nedokonalý systém velký zájem a záhy začal dostávat e-mailem další podněty, opravy a zdrojové kódy. Torvalds jádro dále vyvíjel a zároveň začal příspěvky ostatních do svého jádra začleňoval a upravené zdrojové kódy obratem zveřejňovat (další verze byla zveřejněna již v říjnu). Od té doby se na vývoji podílely tisíce vývojářů z celého světa. Model vývoje linuxového jádra a podobného softwaru byl později výstižně popsán v eseji Katedrála a tržiště (anglicky The Cathedral and the Bazaar) od Erica S. Raymonda.

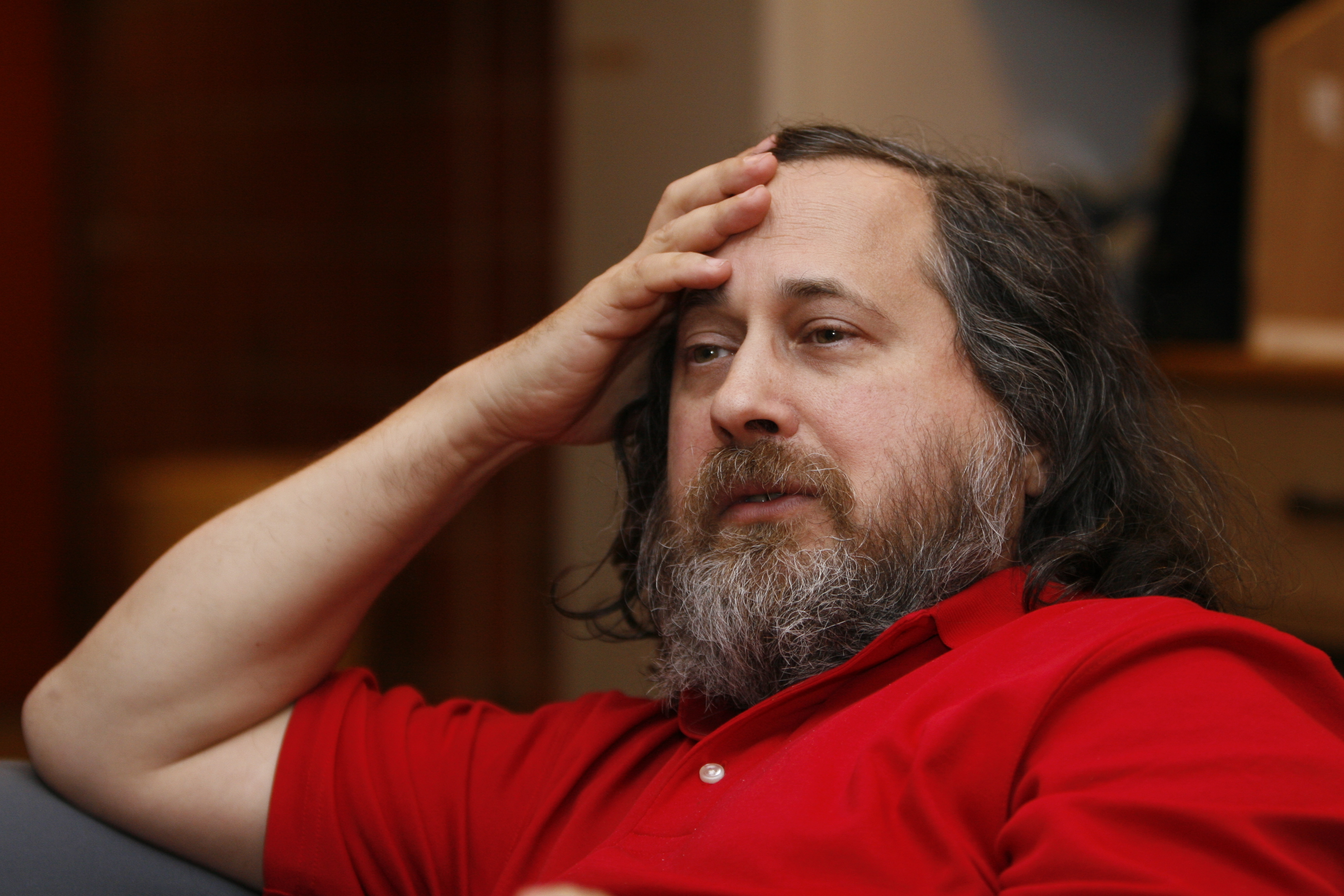
Richard Stallman, tvůrce GNU

Již velmi brzo předběhl Linux ve vývoji svůj vzor – MINIX.[zdroj?] Zejména v počátcích byl při vývoji využíván Projekt GNU, který se již delší dobu zabýval myšlenkou vývoje volně dostupného unixového systému, avšak vlastní jádro operačního systému neměl. Z projektu GNU hned počátku Linux využil shell bash a další nástroje (základní unixové nástroje používané na příkazovém řádku, kompilátor GCC, později též GNU C Library a další). Sám Linux však nikdy nebyl součástí GNU, i když samotné jádro používá licenci GPLv2, která též pochází od GNU.
Torvalds je dodnes hlavou vývoje jádra, které je zveřejňováno na serveru kernel.org. Sám vydává nové verze, přičemž některé starší verze jsou udržovány jinými lidmi. Kromě něj na vývoji spolupracují tisíce programátorů z celého světa. Již delší dobu se dá říct, že vývoj jádra je z velké části placen firmami, jako je Red Hat, Intel, IBM a další.
Ostatní součásti Linuxu jsou vyvíjeny samostatně (např. KDE, GNOME, X.Org atd.).

### Logo a název

Tux – maskot operačního systému Linux

Logem a maskotem Linuxu je tučňák Tux vycházející z obrázku Larryho Ewinga z roku 1996. Kromě toho existují i jiná, méně známá zpodobnění, viz OS-tan. Jméno „Linux“ nevytvořil sám Torvalds, ale Ari Lemmke, který pracoval na helsinské univerzitě jako správce FTP serveru ftp.funet.fi, kde byla uveřejněna první verze Linuxu. Torvalds navrhoval jméno „Freax“ jako free (svobodný) + freak (blázen) + x (unixový systém), ale to se Lemmkemu nelíbilo a na FTP serveru vytvořil adresář „Linux“ (tj. Linusův unixový systém). Název „Linux“ se později stal ochrannou známkou (č. 1916230) na „software počítačového operačního systému, který usnadňuje práci s počítačem“, kterou vlastní sám Linus Torvalds. Licencování této ochranné známky nyní obstarává Linux Mark Institute (LMI).

### Označení GNU/Linux
Richard Stallman a Free Software Foundation změnily označení Linuxu na GNU/Linux a vidí linuxové distribuce používající software GNU jako varianty operačního systému GNU, a proto požadují, aby se takové systémy označovaly jako GNU/Linux, případně „Na Linuxu založený GNU systém“. Média a část uživatelů preferují krátké označení této rodiny operačních systémů jako Linux. Distribuce Debian používá označení GNU/Linux na výzvu Richarda Stallmana od roku 1994, samotná FSF pak od roku 1995. V současné době jsou v obvyklých distribucích Linuxu obsaženy vlastní projekty GNU v menšině (některé významné projekty se dokonce od GNU oprostily – např. GCC, GNU C Library). Mnoho dalších projektů (součásti distribucí) sice využívá licence od GNU (GPL, LGPL), ale nejsou to projekty GNU (nemají s GNU nic společného kromě použité licence). Je tedy zřejmé, že se jedná spíše o ideovou záležitost.

## Linuxové distribuce
Linux jako takový je pouze jádro operačního systému (viz výše). K tomu, aby bylo možné počítač s Linuxem používat, je nutné doplnit jádro o další programy. Základ tvoří jednoduché utility (malé programy), které označujeme jako systémové nástroje a které slouží pro zajištění startu (bootování) a následně i zajištění běhu systému. Pro uživatele jsou pak k dispozici aplikace, které mu umožňují provádět nějakou užitečnou činnost (např. LibreOffice, Mozilla Firefox, Pidgin a další). Jednotlivé běžně používané nástroje i aplikace jsou volně dostupné na Internetu.
Protože jsou výše zmíněné nástroje i aplikace na Internetu dostupné v podobě zdrojových kódů, které je nejprve nutné přeložit do formy spustitelných souborů, bylo by pro uživatele velmi nepohodlné, kdyby si vše musel dělat sám. Proto existují takzvané distribuce, které obsahují vše potřebné v úhledném balení – přeložené binární soubory včetně instalačního programu, který umožňuje připravit Linux na uživatelově počítači k okamžitému používání (avšak Linux lze používat i bez instalace pomocí tzv. Live CD).
Distribuce jsou sestavovány jednotlivci, týmy dobrovolníků, ale i komerčními firmami. Distribuce zahrnuje jádro, další systémový a aplikační software, grafické uživatelské rozhraní (X.org, KDE, GNOME atd.). Distribuce mají různá zaměření, například výběr obsažených programů, podpora určité počítačové architektury, použití ve vestavěných systémech atd. V současné době existuje kolem 450 různých distribucí. Snímky obrazovek a další popisy distribucí lze nalézt na různých místech Internetu, například na serveru DistroWatch nebo i jinde.
Mezi nejznámější distribuce Linuxu patří: Arch Linux, Danix (česká distribuce), Debian, Fedora (Komunitní distribuce sponzorovaná firmou Red Hat), Red Hat Enterprise Linux (vychází z Fedory), Gentoo, Greenie, (slovenská distribuce), Knoppix, Mandriva (dříve Mandrake), Linux Mint (vychází z Ubuntu), Slackware, Slax (česká live distribuce), Source Mage, SUSE, Ubuntu, Kubuntu (derivát Ubuntu), …

### Licence
Distribuce lze nalézt na Internetu a lze je i volně používat, protože se skládají z open source programů. I v distribuci je ke každému programu standardně přiložena licence, která je při instalaci uložena společně s programem na pevný disk, takže si vše uživatel může ověřit (ve skutečnosti open source programy vyžadují, aby s nimi licence byla dodávána nejen u zdrojových kódů, ale i u funkční podoby). Dílo vytvořené distribuce (tj. jak je vše na distribučním médiu organizováno) také podléhá licenci, avšak typicky se  opět jedná o open source. Většina linuxových distribucí je sestavována výhradně ze svobodného software, takže je lze nejen volně používat, ale i dále šířit. Některé však mohou obsahovat nesvobodný software, takže je lze volně používat, ale je omezeno jejich šíření. Například v případě, že obsahují komerční programy (ovladače pro grafickou kartu, počítačové hry atp.). Též profesionální komerční distribuce jsou však dostupné pouze po zaplacení (například Red Hat Enterprise Linux, SUSE Linux Enterprise Server), avšak díky povaze open source k některým existují volně šiřitelné identické klony (viz např. CentOS).

### Repozitáře
Základní výhodou linuxových distribucí je existence repozitářů, které jsou založeny na balíčkovacích systémech a obsahují snadno instalovatelné balíčky s jednotlivými programy. Díky tomu lze v linuxových distribucích velmi pohodlně instalovat a odebírat jednotlivé součásti systému a aplikace. Do repozitářů jsou umisťovány též aktualizace, které umožňují zajistit nejen automatické opravy chyb, ale zajišťují také bezpečnost systému odstraňováním zjištěných zranitelností a to nejen pro samotný operační systém (jako v případě Microsoft Windows), ale i pro všechny ostatní součásti příslušné distribuce.

## Použitelnost a podíl na trhu
Za své dlouhé působení Linux získal mnoho příznivců a významné místo na trhu operačních systémů. Zatím je rozšířený zejména na internetových a intranetových serverech a v oblasti vysoce výkonných výpočetních stanic (v žebříčku 500 nejvýkonnějších superpočítačů/TOP500 má podíl 100%).
V posledních letech se Linux pozvolna rozšiřuje i do firemní sféry a na domácí počítače, takže jeho podíl na PC dosáhl tři procenta. Přestože zvládá prakticky všechny činnosti od počítače očekávané a mezi jeho přednosti patří bezpečnost, nízká cena a flexibilita, rozšíření stále brání zejména velké množství aplikací dostupných pouze pro Microsoft Windows (zvláště počítačových her) a nejistá podpora spuštění těchto konkrétních aplikací pod Linuxem. Nutno také dodat, že v současnosti se Linux prosazuje i na poli chytrých telefonů a tabletů.

### Instalace
Instalace se liší podle zvolené linuxové distribuce. Většina distribucí nabízí textovou i grafickou verzi instalace, kterou obvykle zvládne i začátečník ─ mnozí tvrdí, že instalace některých distribucí Linuxu je výrazně snadnější než u konkurenčních Microsoft Windows. Při instalaci se také obvykle nainstaluje nejen samotný operační systém, ale i veškerý software potřebný k používání počítače.
Instalovat se může přímo z instalačního média (pak se ovšem nainstalují aplikace ve verzi, která byla k dispozici v době vydání distribuce) nebo lze z instalačního média pouze nabootovat a stáhnout aktuální verzi distribuce ze sítě. Některé distribuce lze také instalovat z jiného běžícího systému (jiné distribuce Linuxu), i když je to spíš zajímavost pro odborníky než doporučená metoda pro začátečníka.

### Běh aplikací napsaných pro Microsoft Windows
Pro běh aplikací z Microsoft Windows je dnes k dispozici řada emulátorů. Některé z nich jsou založené na vytváření plnohodnotných virtuálních strojů. Jiné pouze překládají systémová volání, což jednak vede k mnohem efektivnějšímu běhu spouštěných aplikací a jednak k efektivnějšímu využití stávajícího hardwaru (například podpora 3D akcelerace grafických jednotek). Jejich nevýhodou je pak možnost použití pouze na architektuře x86 a kompatibilních. Existují k tomuto účelu i jiné řešení zdarma, z nichž nejznámější je Wine (který emulátorem není). V současné době pomocí Wine funguje pod Linuxem většina Windows aplikací nebo pro ně existuje alternativa. Za zmínku stojí i komerční odnož Cedega, která se specializuje na možnost hraní her napsaných pro Microsoft Windows, nebo CrossOver. Dále lze použít emulátory virtuálního PC: Bochs, QEMU, VirtualBox (GPL), VMware (proprietární).
Pro hraní her lze také použít například Proton (upravený fork WINE), který je vyvíjen společností Valve. Proton je užitý třeba ve Steam Decku, a samotném Steamu pro Linux díky funkci Steam Play. Tato funkce umožňuje použití libovolného vydání Protonu, či jejích alternativ (Proton GE, Luxtorpeda, a další).

### Programování na Linuxu
Základním programovacím jazykem v Linuxu je jazyk C a sada GCC, která obsahuje překladače pro několik jazyků (zejména C a C++). Nedílnou součástí programovacích nástrojů jsou i GNU binutils, které obsahují nástroje pro překlad jazyka symbolických adres a linkování binárních objektových souborů do spustitelné podoby; na systému Linux jsou standardně objektové soubory i spustitelné programy uloženy ve formátu ELF (executable and linkable format). Prostředí GNU nabízí i řadu dalších nástrojů pro usnadnění vývoje složitějších programů
(make, autoconf, gettext).
Linux podporuje i celou řadu dalších programovacích jazyků. Kromě jednoduchého jazyka zabudovaného
přímo v příkazové řádce (shell) jsou nejpoužívanějšími jazyky v linuxovém prostředí Perl a Python. Protože se Linux stal velice populární platformou pro provoz WWW serverů, tak obrovské množství uživatelských aplikací které se dnes běžně provozují pod tímto systémem jsou ve skutečnosti webové aplikace napsané v jazyce PHP.

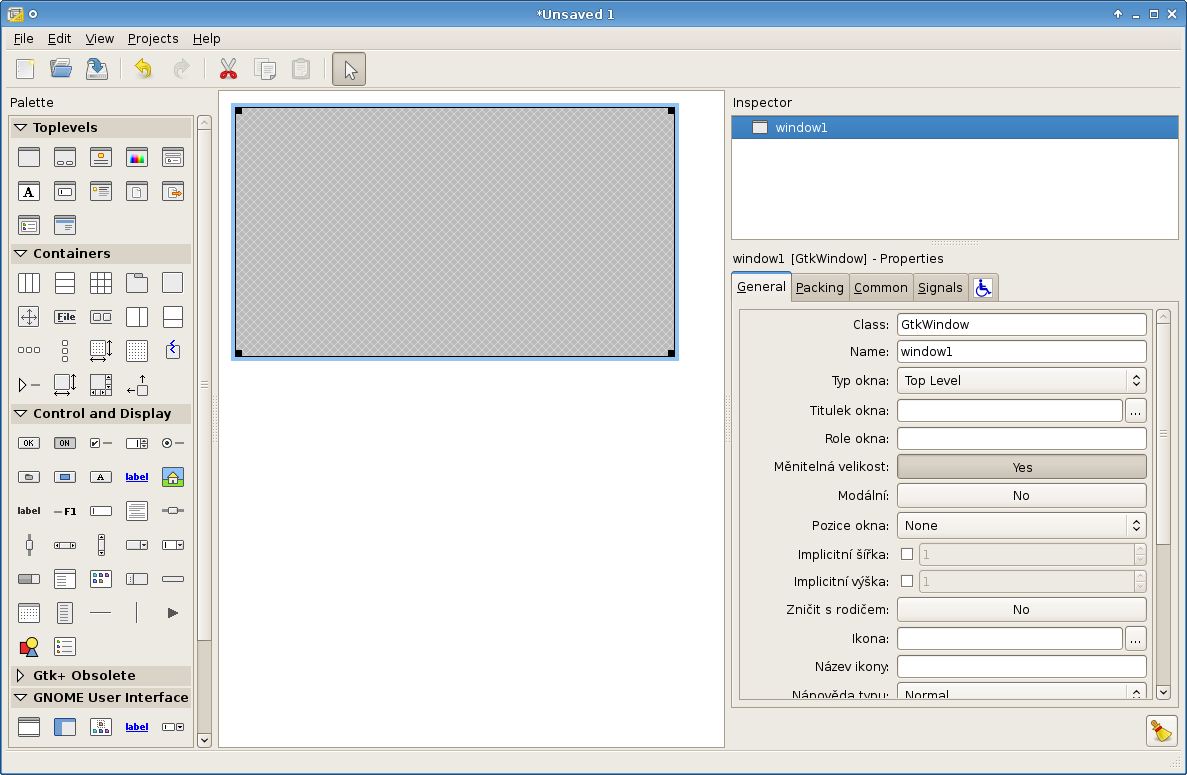
Snadná tvorba grafického rozhraní v Glade

Programování v Linuxu většinou probíhá v cyklu: programátor napíše zdrojový kód v textovém editoru, pak spustí v příkazové řádce kompilátor a program otestuje. Existují i programátorské editory, které za
programátora spustí kompilátor a případně ve zdrojovém textu označí chyby. Samozřejmostí je i zvýraznění syntaxe a nyní jsou k dispozici již i rozvinutá plně funkční vývojová prostředí označovaná jako IDE nebo v případě návrhu grafického uživatelského rozhraní označovaná RAD. Tato prostředí jsou obvykle určena pro grafické rozhraní X Window System. Vesměs jsou zaměřená na kompilované jazyky, existují ale i taková, která podporují ladění skriptovacích jazyků (např. Pythonu), například IDEA. K programování grafických aplikací lze použít např. Anjuta, Glade či KDevelop (primárně pro prostředí KDE).

### Podpora
Podpora linuxových distribucí je obvykle realizována komerčními společnostmi. V případě společností, jako jsou Canonical, Novell, Red Hat nebo Mandriva, jde přímo o společnosti spravující určitou distribuci. Na druhé straně jsou společnosti jako např. VA Linux[zdroj?], které se specializují na aplikace řešení postavených na Linuxu.
Nejrozšířenější model podpory je ten, že s koupí distribuce dostáváte právo využít omezenou podporu po omezený čas a v případě potřeby můžete později dokoupit další služby.
Pro uživatele distribucí, které jsou zdarma, slouží jako poměrně dobrá podpora řada diskusních fór, v angličtině i češtině.

## Použití Linuxu
Kromě distribucí Linuxu, určených pro všeobecné použití na počítačích a serverech, mohou být distribuce specializovány pro různé účely, například jako podpora architektury počítačů, vestavěných systémů, stability, zabezpečení, lokalizace do konkrétního regionu nebo jazyka, cílení na konkrétní skupiny uživatelů, podpora pro aplikace v reálném čase (real-time applications). Navíc některé distribuce záměrně zahrnují pouze volný software (free software). V roce 2015 se aktivně rozvíjí více než čtyři sta linuxových distribucí.

### Stolní počítače (Desktop)
Popularita Linuxu na běžných stolních počítačích a noteboocích se v průběhu let zvyšuje. Většina moderních distribucí zahrnuje grafické uživatelské rozhraní, které má od února 2015 dvě nejpopulárnější prostředí jako KDE Plasma Desktop a Xfce.
Jelikož není k dispozici žádný oficiální desktop Linux, desktopová prostředí a distribuce Linuxu vybírají součásti z fondu volného a otevřeného softwaru, s nímž vytvářejí grafické uživatelské rozhraní. Například GNOME má své příkazy pro uživatelské rozhraní udělány formou průvodce.
Spolupráce při vývoji volného softwaru umožňuje distribuovat jej různým týmům, které provádějí jazykovou lokalizaci některých distribucí systému Linux pro použití v lokálních sítích. Například jazyková verze Knoppix v jazyce Sinhalese byla značně dostupná předtím, než společnost Microsoft přeložila Windows XP do Sinhalese. Významnou roli při vývoji lokalizovaného systému hraje společnost Lanka Linux User Group tím, že kombinuje znalosti univerzitních profesorů, lingvistů a místních vývojářů.

### Aplikace
Mnoho populárních aplikací je k dispozici pro různé operační systémy. Například Mozilla Firefox, OpenOffice.org, LibreOffice, Blender jsou ke stažení pro všechny operační systémy a jejich distribuce. Navíc některé aplikace původně vyvinuté pro Linux, jako jsou Pidgin a GIMP, byly vydány díky své oblíbenosti i pro ostatní operačních systémy (včetně Windows a MacOS). Navíc je v Linuxu podporováno rostoucí množství proprietárních desktopových aplikací, jako například Autodesk Maya, Softimage XSI a Apple Shake v oblasti animace a vizuálních efektů. Existuje také několik společností, které přenášely své hry nebo hry jiných společností na Linux, přičemž Linux byl také podporovanou platformou jak pro populární distribuční služby Steam, tak pro službu Desura.
Mnoho dalších typů aplikací, které jsou k dispozici pro systémy Microsoft Windows a MacOS, bylo též přepracováno na Linux. Buď je na internetu k nalezení free softwarová aplikace, která funguje jako aplikace nalezená v jiném operačním systému nebo verze aplikace, která funguje na Linuxu, jako například Skype a některé videohry jako Dota 2 a Team Fortress 2.

#### Projekt Wine
Projekt Wine dále poskytuje možnost konkrétní kompatibility se systémem Windows, která umožňuje spouštět nemodifikované aplikace systému Windows v systému Linux. Ta je podporována skupinami jako CodeWeavers, kteří vyrábí komerční verzi softwaru. Od roku 2009 společnost Google rovněž poskytla finanční prostředky na Projekt Wine.

### Komponenty a instalace
Vedle viditelných komponent, jako například X window managers, jsou také důležité neviditelné programy, které hostují freedesktop.org, jako například D-Bus nebo PulseAudio, jichž využívají obě hlavní desktopová prostředí GNOME a KDE a každé z nich nabízí grafické rozhraní napsané pomocí příslušné sady nástrojů GTK + nebo Qt.
Instalace, aktualizace a odstraňování softwaru v operačním systému Linux se obvykle provádí pomocí správců balíčků, jako jsou Synaptic Package Manager, PackageKit a Yum Extender. Zatímco většina hlavních distribucí Linuxu má rozsáhlé repozitáře, které často obsahují desítky tisíc balíčků, není z oficiálních repozitářů k dispozici celý software, který lze spustit na Linuxu. Uživatelé mohou také instalovat balíčky z neoficiálních repozitářů, stahovat předkompilované balíky přímo z webových stránek nebo sami sestavit zdrojový kód. Všechny tyto metody přicházejí s různými stupni obtížnosti, kompilace zdrojového kódu se obecně považuje za náročný proces pro nové uživatele Linuxu, ale v moderních distribucích je málo potřebná a není specifickou metodou pro Linux.

### Netbooky
Distribuce Linuxu se stala populární i na trhu s netbooky u řady zařízení jako jsou Asus Eee PC nebo Acer Aspire One.
V roce 2009 společnost Google oznámila svůj systém ChromeOS jako minimalistický operační systém založený na operačních systémech Linuxu. Systém ChromeOS nekontroluje žádné webové aplikace s výjimkou správce souborů a přehrávačů médií (v pozdějších verzích byla přidána určitá úroveň podpory aplikací pro Android). Netbooky dodávané s operačním systémem, označované jako Chromebooky, se na trhu objevily v červnu 2011.

### Servery, sálové počítače a superpočítače
Distribuce Linuxu jsou již dlouho využívány jako operační systémy pro servery. Společnost Netcraft oznámila v září 2006, že osm z deseti nejspolehlivějších hostingových společností provozovalo linuxové distribuce na svých webových serverech. V červnu 2008 byly distribuce Linuxu zastoupeny v pěti z deseti případů serverových systémů, FreeBSD tři z deseti a Microsoft dva z deseti, od února 2010 distribuce Linuxu representovaly šest z deseti případů, FreeBSD tři z deseti a Microsoft jeden z deseti, přičemž Linux vedl.
Distribuce Linuxu tvoří základní kámen kombinace serverů a softwarových systémů LAMP (Linux, Apache, MariaDB / MySQL, Perl / PHP / Python), které získaly popularitu mezi vývojáři.
Distribuce systému Linux se stávají stále populárnějšími na sálových počítačích, částečně kvůli cenám a modelu s otevřeným zdrojovým kódem. V prosinci 2009 počítačový gigant IBM oznámil, že převážně prodává a prodává Enterprise Linux Server na bázi mainframe. V síti LinuxCon North America 2015 oznámila společnost IBM LinuxONE řadu sálových počítačů speciálně navržených pro provozování systému Linux s otevřeným zdrojovým kódem.
Distribuce Linuxu jsou také dominantní jako operační systémy pro superpočítače.

### Inteligentní zařízení
Android se stal dominantním mobilním operačním systémem pro smartphony, který běží na 66 % smartphonech na světě. Android je také oblíbeným operačním systémem pro tablety a chytré televize.
Mobilní telefony a PDA s operačním systémem Linux na open-source platformách se staly běžnějšími od roku 2007, příklady zahrnují Nokia N810, Neo1973 značky Openmoko a Motorola ROKR E8.
Nokia Maemo, jeden z nejčasnějších mobilních operačních systémů, byl založen na Debianu. Ten byl později sloučen s Moblinem od Intelu. Projekt byl později ukončen ve prospěch společnosti Tizen, operačního systému zaměřeného na mobilní zařízení a také IVI. Tizen je projekt v rámci nadace Linux. Několik produktů od společnosti Samsung už běží na operačním systému Tizen, Samsung Gear 2 je nejvýznamnějším příkladem. Smartphony Samsung Z mají používat Tizen namísto Androidu.
Mozilla Firefox OS se skládá z jádra Linuxu, vrstvy abstrakce hardwaru, prostředí runtime založeného na webových standardech a uživatelského rozhraní a integrovaného webového prohlížeče.
Společnost Canonical vydala aplikaci Ubuntu Touch s cílem přiblížit se k operačnímu systému na PC Ubuntu. Operační systém také poskytuje plnou verzi Ubuntu plochu pro připojení k externímu monitoru.

### Vestavěná zařízení
Zařízení Embedded Linux a Linux Jolla Phone využívá operační systém Sailfish, který je založen na Linuxu. Systém pro zábavu v automobilu, modelu Tesla Model S, je založen na softwaru Ubuntu, Nokia X – smartphone, který běží na jádru z Linuxu. Vzhledem k jeho nízké ceně a snadné práci s ním se Linux často používá ve vestavěných systémech.
Populární digitální videorekordér TiVo například používá upravený systém Linux, stejně jako několik síťových firewallů a routerů od výrobců, jako je Cisco/Linksys. Korg OASYS, Korg KRONOS, hudební stanice Yamaha Motif XS/Motif XF, Yamaha S90XS/S70XS, syntezátory Yamaha MOX6/MOX8, generátor Yamaha Motif-Rack XS a digitální klavír Roland RD-700GX jsou také provozovány na Linuxu. Linux je také používán v systémech řízení podsvícení, jako je konzola WholeHogIII

### Hry
V minulosti bylo pro Linux dostupných jen málo her. V posledních letech bylo vydáno více her s podporou Linuxu (především Indie hry), s výjimkou několika herních AAA titulů. Android, populární mobilní platforma, která používá jádro Linuxu, začala hodně zajímat vývojáře a je jednou z hlavních platforem pro vývoj mobilních her spolu s operačním systémem iOS od společnosti Apple pro zařízení iPhone a iPad.
Dne 14. února 2013 společnost Valve vydala Linuxovou verzi systému Steam, která je oblíbenou herní distribuční platformou na PC. Mnoho steam her bylo přeneseno na Linux. Dne 13. prosince 2013 společnost Valve vydala SteamOS, herní systém založený na Debianu, určený pro beta testování, s plánem používat Steam machines jako herní a zábavní platformu. Valve vyvinul také VOGL, nástroj pro rozpoznávání OpenGL, určený k podpoře vývoje videoher, stejně jako přenosu jeho Source engine na Linux desktop. V důsledku snahy společnosti Valve jsou nyní na platformě Linux již nativně dostupné některé významné hry jako DotA 2, Team Fortress 2, Portal, Portal 2 a Left 4 Dead 2.
Dne 31. července 2013 Nvidia vydala herní tablet Shield, s pokusem používat platformu Android coby specializované herní platformy.
Někteří uživatelé systému Linux hrají Windows hry přes Wine, Proton nebo CrossOver.
22. srpna 2018 vydal Valve svou vlastní fork Wine zaměřený na hry. Obsahuje několik vylepšení v porovnání s vanilla Wine, jako jsou například implementace DirectX 9, 10, 11 a 12 založené na Vulkan, integraci Steam, lepší podpora celé obrazovky a herního ovladače a lepší výkon pro vícevláknové hry.

### Speciální použití
Vzhledem k flexibilitě, přizpůsobitelnosti a volné a otevřené povaze Linuxu je možné jej velmi dobře vyladit pro konkrétní účel. Existují dvě hlavní metody pro vytváření specializované linuxové distribuce: začít od nuly nebo z obecné distribuce jako základny. Distribuce, které se často používají k tomuto účelu, zahrnují Debian, Fedoru, Ubuntu (které je samo založeno na Debianu), Arch Linux, Gentoo a Slackware. Naproti tomu distribuce Linuxu, postavené od začátku, nemají obecný základ; namísto toho se soustředí na filozofii JeOS s tím, že zahrnuje pouze nezbytné součásti a vyhýbá se režijním nadbytečným nákladům spojených s distribucí.

#### Domácí kino (Home theater PC)
„PC domácí kino“ (HTPC) je počítač, který se používá především jako zábavní systém, systém domácího kina. Obvykle je připojen k televizoru a často k dalšímu zvukovému systému.
HTPC využívá OpenELEC, linuxovou distribuce, speciálně vyladěná pro tento systém, která zahrnuje software pro centrum médií Kodi. Byl vybudován od základů dodržujících princip JeOS. Tento OS je velmi lehký a vhodný pro omezený rozsah použití HTPC.
K dispozici jsou také speciální edice distribucí Linux, které obsahují software MythTV media center, jako je Mythbuntu, speciální vydání Ubuntu.

#### Digitální zabezpečení
Kali Linux je Linuxová distribuce založená na Debianu určená pro digitální forenzní a penetrační testování. Dodává se s předinstalovanými několika softwarovými aplikacemi pro penetrační testování a identifikaci bezpečnostních problémů. Nástroj BackBox od společnosti Ubuntu poskytuje předinstalované nástroje pro zabezpečení a síťovou analýzu pro etické hackování.
Existuje mnoho linuxových distribucí vytvořených s ochranou soukromí, tajemstvím, anonymitou v síti a bezpečností informací, včetně Tails, Tin Hat Linux a Tinfoil Hat Linux. Lightweight Portable Security je distribuce založená na Arch Linuxu a vyvinutá Ministerstvem obrany Spojených států. Tor-ramdisk je minimální distribuce vytvořená výhradně pro hostování anonymního softwaru Tor.

#### Záchrana systému
Linux Live CD se již dlouho používá jako nástroj pro obnovu dat z poškozeného počítačového systému a pro opravu systému. Na základě této myšlenky se objevilo několik linuxových distribucí přizpůsobených pro tento účel, z nichž většina používá GParted jako editor oddílů s doplňkovým softwarem pro obnovu dat a opravu systému:
- GParted Live – distribuce založená na Debianu vyvinutém projektem GParted
- Parted Magic – komerční distribuce Linuxu
- SystemRescueCD – distribuce založená na Gentoo s podporou pro editaci registru Windows

#### Ve vesmíru
SpaceX využívá několik redundantních letových počítačů v konstrukci se systémem odolným vůči chybám v raketě Falcon 9. Každý motor Merlin je řízen třemi voting počítači, přičemž dva počítače mají fyzické procesory a neustále se vzájemně kontrolují. Linux není ve své podstatě tolerantní k chybám (žádný operační systém není, protože je funkcí celého systému včetně hardwaru), ale letový počítačový software to pokládá za svůj účel. Pro flexibilitu se místo náhradních dílů, vytvrzených za použití radiace, používají komerčně vyráběné náhradní díly a systémy „tolerantní vůči radiaci“. Od září 2018 provedla společnost SpaceX více než 60 startů Falconu 9. Od roku 2010, všechny, kromě jednoho, úspěšně dodaly své primární užitečné zatížení na zamýšlenou oběžnou dráhu, a plánuje jej použít k přepravě astronautů na Mezinárodní kosmickou stanici.
Systém Windows zde byl navíc používán jako operační systém na kritických systémech, které nejsou určeny pro poslání. Notebooky používané na palubě kosmické stanice byly ale nahrazeny Linuxem. První humanoidní robot s operačním systémem Linux také prochází testováním v letu.
Laboratoř Jet Propulsion používala Linux již řadu let „na pomoc při projektech spojených s výstavbou bezpilotního vesmírného letu a průzkumu hlubokého vesmíru“; NASA využívá Linux v robotice v roveru Mars a Ubuntu Linux pro „ukládání dat ze satelitů“.

#### Vzdělání
Distribuce Linuxu byly vytvořeny tak, aby poskytovaly studentům praktické zkušenosti s kódováním a zdrojovým kódem na zařízeních jako je Raspberry Pi. Kromě vytvoření praktického zařízení je záměrem ukázat studentům „jak věci pracují.“
Projekty Ubuntu Edubuntu a Projekt Linux Schools, stejně jako Debian derivát Skolelinux, poskytují vzdělávací softwarové balíčky. Obsahují také nástroje pro správu a budování školních počítačových laboratoří a počítačových učeben, jako je Linux Terminal Server Project (LTSP).

#### Ostatní
Instant WebKiosk a Webconverger jsou distribuce Linuxu založené na prohlížeči, které se často používají ve webových kioscích a digitálním značení. Thinstation je minimalistická distribuce určená pro tenké klienty. Rocks Cluster Distribution je přizpůsoben pro vysoce výkonné výpočetní clustery.
Existují distribuce Linuxu s obecným účelem, které jsou zaměřeny na určité publikum, jako jsou uživatelé určitého jazyka nebo zeměpisné oblasti. Mezi takové příklady patří Ubuntu Kylin pro uživatele čínského jazyka a BlankOn zaměřené na indonéské obyvatele. Profesionální distribuce zahrnují Ubuntu Studio pro tvorbu médií a DNALinux pro bioinformatiku. Dále sem patří muslimsky orientované distribuce jménem Sabily, který následně poskytuje také některé islámské nástroje. Některé organizace používají interně lehce specializované linuxové distribuce, včetně GendBuntu používané francouzským národním četnictvem, Goobuntu, který interně používá společnost Google a Astra Linux, vyvinutý speciálně pro ruskou armádu.

## Název Linux
Název Linux původně označoval jen samotné jádro, ale velmi brzy byl název zevšeobecněn a vztažen na celý operační systém skládající se z jádra Linux a operačního systému GNU. Už delší dobu ale neplatí, že Linux a GNU tvoří takřka celý systém, do systému byla postupně zahrnuta řada dalších programů.

### Výslovnost
V angličtině vznikaly dříve spory, jak se má správně slovo Linux vyslovovat. Běžně je toto slovo vyslovováno [ˈlɪnəks], avšak existují různé varianty. Například sám Linus Torvalds, původce jména Linux, slovo vyslovuje podobně jako v češtině – [ˈlɪnʊks] (česky, anglicky podle Linuse).